# 東映動畫 大泉工作室
東映動畫 新大泉工作室（日語：東映アニメーション 新大泉スタジオ），位於日本東京都練馬區東大泉二丁目10番5號，是日本東映動畫公司（日語：／英語：）的製作部，一共有五層，四層地上、一層地下。
主要分成動畫製作、管理及數位影像製作。包含編輯室、海外製作室、研發技術室、製作管理室。數位影像包含製作、數位動畫製作、攝影製作、2D與3DCG作畫、背景。

## 概要
大泉工作室成立於1957年，並作為代表日本動畫製作的工作室而廣受歡迎。於2014年因59年歲月陳年老舊而改建，並以“充滿生命的動畫廣場”概念基礎，總建築面積約為9,172.13平方公尺（2,774.56坪）。因地點位於東大泉，所以以“大泉”命名。
建築外觀由白色陶瓷印刷玻璃、鋁和花崗岩組成。除了防震結構外，設備技術與空間融為一體。其建築、空間和技術是經營者對動畫師生產環境的關心，鼓勵員工在工作中大放異彩"讓世界的孩子們懷抱著夢想和希望"的新興建築。東映動畫倡導工作風格的改革，例如日間工作的促進和就業管道多元化。該公司亦計劃建立一個強大的製作系統。室內設有空調、冷氣、電梯和員工餐廳。
此外，大樓亦細分成許多部門：美術（含背景）、動畫、攝影等部門。除了製作改編系列的動畫影集也製作許多原創的動畫影集及電子遊戲軟體、多媒體廣告與後製特效。

## 其他
東映動畫公司為固定月薪制的動畫製作公司。於國定假日、星期四、星期日公休。白天9:00上班至18:00下班，依當日工作情況亦有可能需要加班。
動畫師、CG Creator和美術設計師等職員至2020年7月止，仍以Clip Studio Paint、TVPaint和MEL、Python、C、C++為主要工具。但因公司逐漸轉型2.5D動畫、3DCG動畫（成品可參照Heartcatch 光之美少女!的ED1、ED2片段），所以亦同時招募熟悉Autodesk Maya、Autodesk 3ds Max、Autodesk MotionBuilder的人才。

## 東堂泉
為東映動畫公司的製作團體。在接受東映動畫公司的入職訓練結束後的新進員工，有可能被分配到這個團體。日文原名：。這個名稱是由「東映動畫 大泉製作室」（日語：東映動画 大泉スタジオ（とうえいどうが　おおいずみ））的日文讀音所組成。
日本不少動畫制作公司都有類似的制作群，例如東映的“八手三郎”、万代和WiZ的“本乡昭由”、日昇動畫的“矢立肇”、TBS系時代劇系列腳本“葉村彰子”、光荣的“澀澤光”、漫画合伙人“藤子不二雄”等。
- 小魔女DoReMi系列
  - 小魔女DoReMi
  - 小魔女DoReMi #
  - 大集合! 小魔女DoReMi
  - 小魔女DoReMi 大合奏!
  - 小魔女DoReMi 童年秘密篇
- 明日之星娜嘉
- 光之美少女系列
  - 光之美少女
  - 光之美少女Max Heart
  - 光之美少女Splash Star
  - Yes! 光之美少女5
  - Yes! 光之美少女5GoGo!
  - FRESH光之美少女!
  - Heartcatch 光之美少女!
  - Suite 光之美少女♪
  - Smile 光之美少女!
  - 心跳！光之美少女
  - Happiness Charge 光之美少女!
  - Go！Princess 光之美少女
  - 魔法使 光之美少女！
  - 光之美少女 食尚甜心
  - HUG！光之美少女
  - 星光閃亮☆光之美少女
  - 元氣魔法♥光之美少女
  - 熱情閃耀！光之美少女
  - 美味派對♡光之美少女
  - 開闊天空！光之美少女
  - 美妙宠物 光之美少女
  - 你和偶像 光之美少女♪
- 銀色のオリンシス
- 我家3姊妹
- 爆裂戰士戰藍寶
- ピポパポパトルくん
- 京騷戲畫
- マリー&ガリー / マリー&ガリー ver.2.0
- ディスク・ウォーズ:アベンジャーズ

## 注解
1. ↑  例如ONE PIECE、灌籃高手、七龍珠系列等
2. ↑  例如数码宝贝系列、小魔女DoReMi系列、明日之星娜嘉和光之美少女系列

## 外部連結
- 東映動畫官方網站 （页面存档备份，存于）（日語）
- 東映動畫博物館 （页面存档备份，存于）（日語）
- TOEI Animation Europe（法文）
- Toei Animation（英文）
- 東映動畫的YouTube頻道 （页面存档备份，存于）（日語）
- 東映動畫的Twitter （页面存档备份，存于）（日語）
- 日本動畫協會 （页面存档备份，存于）（日語）
- ANIMATION・特輯|東映太秦映画村 （页面存档备份，存于）（日語）